# Libro del Golf

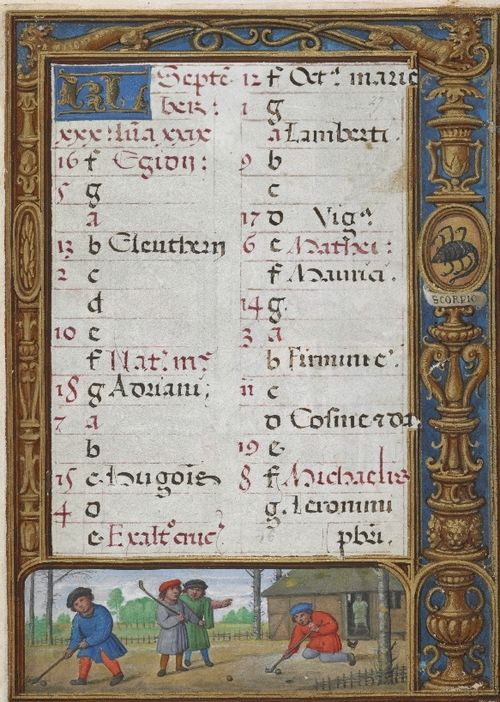
Página de calendario para el mes de septiembre. La miniatura a pie de página muestra a cuatro hombres jugando un juego similar al golf (f. 27r).

El Libro del Golf (en inglés: Golf Book; BL Add. Ms. 24098) es un manuscrito iluminado realizado en el taller de Simon Bening a mediados del siglo XVI. Se conserva en la Biblioteca Británica de Londres.

## Descripción
El Libro del Golf está formado actualmente por treinta folios, pertenecientes originalmente a un códice más voluminoso. El libro está decorado con 21 miniaturas a toda página y varias pinturas más pequeñas.
El santo obispo que encabeza el manuscrito, probablemente san Bonifacio de Lausana, pertenece a la sección correspondiente a los sufragios de los santos. La sección siguiente (folios 2v-17v) presenta fragmentos del Pequeño Oficio de la Virgen ilustrado con el ciclo de la Pasión de Cristo. Las miniaturas principales están influidas por una serie de grabados de una Pasión atribuida al Maestro de los Jardines de Amor, grabador borgoñón de mediados del siglo XV. 
- Maitines: Agonía en el Monte de los Olivos

- Laudes: La Traición
- Prima: Cristo ante Pilato
- Tercia: Flagelación
- Sexta: Jesús con la Cruz
- Nona: Crucifixión
- Vísperas: Descendimiento
- Completas: Santo Entierro

La última sección (folios 18v-30r) corresponde al calendario. La representación de cada mes ocupa dos páginas enfrentadas, con una ilustración a toda página en la página de la izquierda que muestra las ocupaciones de los meses. Actualmente, el Libro del Golf se encuentra desordenado, ya que los sufragios de los santos y el oficio de la Virgen preceden al calendario.

## Reseña
El elemento que más ha llamado la atención sobre este pequeño libro de horas es la serie de imágenes que se encuentran en el margen inferior de las páginas del calendario. Estas escenas representan actividades deportivas y otros pasatiempos propios de la época en que fue realizado. Uno de estos juegos es parecido al golf, razón por la cual este libro de horas se conoce también con el nombre de “Libro del Golf”. Además de estas pequeñas escenas marginales, las páginas del calendario se caracterizan por la serie de miniatura]s que ilustran algunas actividades cotidianas en el siglo XVI, tanto en el trabajo como en los momentos de ocio.

## El artista
Hijo del artista Alexander Bening, Simon Bening nació en 1483 o 1484 en Gante y fue el miniaturista más importante de su época. Hacia el año 1500 empieza a trabajar entre Brujas y Gante, pero hacia 1519 se establece definitivamente en Brujas. En su taller se confeccionaron numerosos libros de horas para personas de alto rango de toda Europa. Entre sus obras podemos destacar el Libro de Oración del Cardenal Alberto de Brandemburgo (Los Ángeles, J. Paul Getty Museum) o el Libro de Horas Da Costa (Nueva York, Morgan Library & Museum). Bening murió en 1561 a la edad de 78 años.